# Serra de Ramons
La Serra de Ramons és una serra situada als municipis de La Quar, Olvan i Sagàs a la comarca del Berguedà, amb una elevació màxima de 802 metres.